# Димитър Везалов
Димитър Костадинов Везалов е български футболист, защитник.

## Кариера
Везалов е юноша на Септември (София). Когато е на 17 години, той дебютира в А група с отбора на Марек (Дупница). След това преминава в Свиленград 1921, като помага на отбора да спечели промоция в професионалния футбол. През 2007 преминава в Монтана, но остава там само един сезон. През лятото на 2008 кара проби в ЦСКА (София), но не е одобрен. Димитър се завръща в Свиленград със свободен трансфер. Защитникът става твърд титуляр и изиграва 26 мача през сезон 2008/09. В началото на 2010 преминава в Любимец 2007. Първия си гол за Любимец вкарва навръх рождения си ден в мач срещу Черноморец (Балчик). В началото на 2012 е привлечен в състава на Берое. През юли 2012 бившият му наставник в състава на „заралии“ Илиан Илиев го привлича в Левски. В първите мачове от сезона е титуляр, но след това е преследван от контузии. В последния кръг от първенството си вкарва автогол срещу Славия, мачът завърша 1:1 и като резултат Левски губи титлата в полза на Лудогорец. На 20 януари 2014 г. преминава в Ботев Пловдив със свободен трансфер.